# فولوغدا

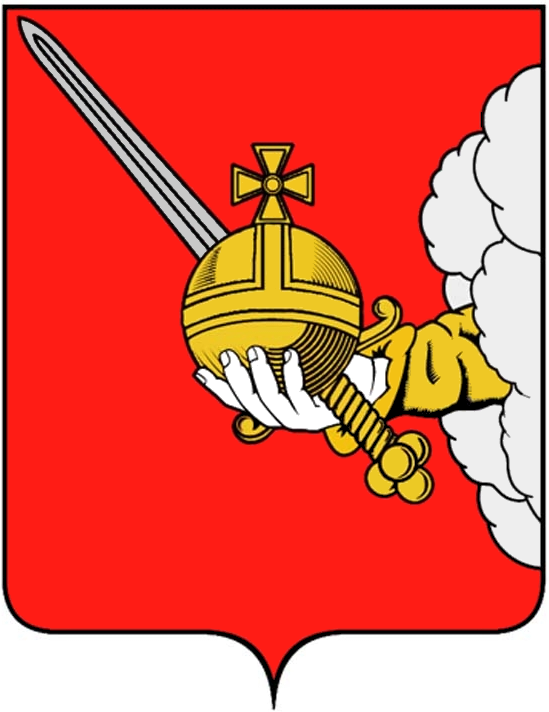

فولوغدا (بالروسية: Вологда) هي إحدى مدن روسيا في الكيان الفيدرالي الروسي فولوغدا أوبلاست.
مدينة فولوغدا إحدى مدن روسيا التاريخية تقع على ضفاف نهر بنفس الاسم وتبعد عن العاصمة موسكو حوالي 500 كم. وتبلغ مساحتها 116 كيلومترا مربعا وتعداد نفوسها حوالي 300 ألف نسمة. المدينة مركز إداري وثقافي وعلمي لمقاطعة فولوغدا، ومحور مهم للنقل في شمال – غرب روسيا. المدينة مدرجة بقائمة المدن ذات الأهمية التاريخية الخاصة.
تأسست المدينة عام 1147 على ضفاف نهر فولوغدا في موقع جغرافي استراتيجي على تقاطع الطرق المائية مما جعلها موضع صراع بين أمراء موسكو ونوفغورود وتفير. في عام 1368 تمكّن الأمير دميتري دونسكوي من السيطرة على المدينة مرغما أمراء نوفغورود الموافقة على قيام إدارتين في المدينة. استمرت الأمور على حالها إلى أن ضمْها الأمير فاسيلي الأول إلى إمارة موسكو عام 1397 منهيا بذلك ازدواج السلطة في المدينة.
أصبحت المدينة خلال القرنين الـ 15 والـ 17 مركزا تجاريا وللصناعات الحرفية في روسيا. حيث زارها القيصر إيفان الرهيب مرات عديدة ساعيا لتحويلها إلى قلعة متينة، وبأمر منه بوشر ببناء كرملين حجري فيها. وفي عام 1555 افتتح فيها الإنجليز مركزا تجاريا وكانت للمدينة في هذا الوقت علاقات تجارية واسعة مع هولندا وغيرها من الدول الغربية.
في بداية حكم الإمبراطور بطرس الأكبر تحولت المدينة إلى قاعدة عسكرية كبيرة في روسيا، حيث خزنت فيها المعدات واللوازم العسكرية والآليات التقنية لبناء القلعة والسفن الحربية. لقد زارها الإمبراطور أكثر من 10 مرات وكان في أكثر الأحيان يقيم خلال زيارته في منزل تاجر هولندي. تم تحويل هذا المنزل منذ عام 1885 إلى متحف بطرس الأكبر ليكون أول متحف في المدينة وما زال قائما حتى يومنا هذا. بعد تأسيس مدينة بطرسبورغ التي أصبحت نافذة روسيا على أوروبا فقدت فولوغدا أهميتها التجارية ولم تتحسن أوضاعها إلا في عهد الامبراطورة كاترينا الثانية.
أول مصنع لإنتاج الزبدة افتتح في المدينة عام 1871 وكان الأول من نوعه في عموم روسيا. منذ ذلك الحين أصبحت المدينة مركزا أساسيا لإنتاج الزبدة في روسيا وحصلت على شهرة عالمية. في عام 1911 افتتحت أكاديمية صناعة الألبان وأصبح المصنع قاعدتها التطبيقية.
ويجب الإشارة إلى أن المدينة منذ القرن الـ 15 أصبحت مكانا لنفي المعارضين. ومن بين المنفيين إلى المدينة جوزيف ستالين وماريا أوليانوفا (شقيقة فلاديمير لينين) وفيتشيسلاف مولوتوف وغيرهم. وحوّل البيت الذي كان يعيش فيه ستالين خلال إقامته في المدينة إلى متحف باسمه عام 1937 وفي عام 1956 أصبح متحف النشاط الثوري للبلشفيك وفي عام 2007 افتتح في نفس المبنى متحف المنفيين إلى فولوغدا.
بعد قيام ثورة أكتوبر عام 1917 وإقامة السلطة السوفيتية استمر توسع المدينة وأُقيمت فيها مؤسسات صناعية وتعليمية وثقافية جديدة. ومن بين المؤسسات الصناعية مصنع لإنتاج الأقمشة الكتانية ومصنع صيانة عربات القاطرات ومصنع للأخشاب وغيرها.
خلال سنوات الحرب الوطنية العظمى (1941 – 1945) حوّلت كافة المؤسسات الصناعية إلى إنتاج المستلزمات الحربية. أصبحت المدينة قريبة من جبهة القتال واضطر أهلها إلى حفر الخنادق وإقامة المتاريس وأُنشئت الملاجئ ونشرت المدافع المضادة للجو في كافة أنحاء المدينة وضواحيها وخاصة في محيط محطة القطار والمصانع. لقد حالت هذه الإجراءات دون سقوط حتى قنبلة واحدة على المدينة بالرغم من المحاولات العديدة التي قامت بها القوات الجوية الألمانية المعتدية. وكانت المدينة تزود جبهة لينينغراد بالمؤن والمستلزمات الأخرى واستقبلت المعدات والناس المهجرين من هناك، كما تحولت المدينة خلال سنوات الحرب إلى مستشفى كبير لاستقبال الجرحى وعلاجهم.
بعد نهاية الحرب شهدت المدينة تطورا كبيرا في القطاع الصناعي خاصة خلال الفترة بين اعوام 1950 – 1980، كما تطورت ونمت المؤسسات التجارية وازدهرت المدينة في مختلف المجالات وافتتحت فيها مؤسسات تعليمية وعلمية وثقافية جديدة.
إن مدينة فولوغدا اليوم من المراكز التعليمية والثقافية في الدائرة الفيدرالية الشمالية الغربية، حيث تتمركز فيها مجموعة كبيرة من المؤسسات التعليمية المختلفة المستويات مثل جامعة فولوغدا للعلوم التربوية وجامعة فولوغدا للعلوم التقنية وأكاديمية صناعة الألبان وغيرها، كما فيها فروع لجامعات أخرى ومعاهد مهنية متوسطة وثانويات مهنية ومدارس الموسيقى إضافة إلى المدارس العامة ورياض الأطفال.
وتوجد في المدينة مجموعة من المتاحف، حيث افتتح أول متحف في المدينة عام 1885. ومن المتاحف العاملة في المدينة متحف الأجناس والفن المعماري ومتحف تاريخ المنطقة ومتحف تاريخ صناعة الزبدة وغيرها. كما هناك قاعات عديدة لعرض اللوحات الفنية وإقامة الحفلات إضافة إلى النوادي الثقافية والاجتماعية والرياضية.
وتعمل في المدينة مجموعة من المسارح، حيث افتتح فيها أول مسرح عام 1849. ومن المسارح العاملة في المدينة، مسرح الدراما ومسرح الأطفال والشباب ومسرح الدمى وغيرها.
تقام في المدينة مهرجانات ثقافية وفنية دولية ومحلية مثل المهرجان المسرحي «صوت التاريخ» ومهرجان الموسيقى الدولي وغيرها. كما تُقام في المدينة أسواق ومعارض تجارية سنوية.
إن مدينة فولوغدا عبارة عن بناء أثري ومعماري تستحق أن تولى اهتماما خاصا. المدينة مدرجة ضمن قائمة المدن التاريخية في روسيا ولها قيمة تاريخية كبيرة. يوجد في المدينة 193 معلما أثريّا يقع جميعها تحت حماية السلطة الفيدرالية، وأقدم المعالم الأثرية في المدينة تعود إلى القرن الـ 16، ومن هذه المعالم كاتدرائية صوفيا وكاتدرائية المخلص ودير المخلص وغيرها. لقد شيُدت أكثر المباني الحجرية في المدينة خلال القرنين الـ 17 والـ 18. وتحتل المباني الخشبية في المدينة مكانا خاصا، فبالإضافة إلى كونها تعكس فنا معماريا فريدا من القرنين الـ 18 والـ 19 فإنه لا يوجد مثيل لها في المدن الأخرى، حيث أنها مبنية على طرز مختلفة مثل الكلاسيكي وامبير ومودرن وغيرها. لقد حوّلت أغلب المباني التاريخية في المدينة إلى متاحف. ومن هذه المباني:
- مبنى كاتدرائية صوفيا – هو مبنى حجري شُيّد بين أعوام 1568 – 1570 بأمر من القيصر إيفان الرهيب ليكون ضمن كرملين المدينة. وشُيّد المبنى على غرار كاتدرائية صعود العذراء في موسكو. أُغلق المبنى عام 1923 وحوّل إلى متحف تاريخ المنطقة حيث تعرض فيه وثائق عن تاريخ الدين والإلحاد ومن بينها بندول فوكو منذ عام 1929. في عام 1935 أُدرج المبنى ضمن قائمة الآثار التاريخية التي تقع تحت حماية السلطة الفيدرالية. عام 1966 أُجريت على المبنى الترميمات وأعمال الصيانة اللازمة. وتقام في المبنى الطقوس الدينية في بعض المناسبات الدينية الكبيرة.
- الجسر الحجري – أُنشئ هذا الجسر خلال سنوات 1789 – 1791. وأُقيمت بجانبه أربعة أبراج دائرية كل منها يتكون من ثلاثة طوابق (برجان في الجنوب وبرجان في الشمال) وربطت بالمحال التجارية ذات الواجهة المتدرجة. في نهاية القرن الـ 19 وارتباطا ببناء فندقي «ارميتاج» و«باساج» أُزيل كلا البرجان الجنوبيان. حاليا تحتل المبنى إدارة المدينة.
- دير صعود العذراء – دير للراهبات أُنشئ هذا الدير عام 1590 ويقع في المركز التاريخي للمدينة. أُجريت على مباني الدير الترميمات والصيانة اللازمة. الدير من المباني الحجرية الأولى في المدينة. خلال الفترة من 1692 – 1699 شُيدت ضمن حدوده كاتدرائية صعود العذراء وخلال الفترة من 1709 – 1714 شُيدت كنيسة اليكسي. الدير محاط بسور حجري فيه أربعة أبراج. أُضيف إلى المبنى عام 1890 دار الأيتام ومدرسة الراهبات. كان الدير حتى نهاية القرن الـ 19 يستقبل المنفيات من النساء العاهرات والمجرمات بهدف إصلاحهن وتقويم سلوكهن. أِغلق الدير عام 1918 ولكن بقيت مجموعة من الراهبات تقيم فيه لغاية عام 1924 حيث أصبح ثكنة عسكرية للجيش الأحمر. بعد ذلك أصبح معتقلا مؤقتا. في عام 1995 أُعيد الدير إلى الكنيسة الأرثوذكسية الروسية وأُجريت على مبانيه الترميمات اللازمة. بدأت الكاتدرائية تستقبل المصلين، أما دار الأيتام ومنزل رئيس الدير فتم تحويلهم  إلى متجر ومستودع.
- دير المخلص للرهبان - أُسس هذا الدير عام 1371 على نهر فولوغدا القديس دميتري بريلوتسكي أحد تلاميذ القديس سيرغي رادونيجسكي. الدير أحد أقدم وأكبر أديرة المنطقة الشمالية لروسيا. أُغلق الدير عام 1924 وحوِّل عام 1930 إلى معتقل مؤقت، ومن 1950 لغاية 1970 كان مستودعا للأسلحة والذخائر، ومنذ عام 1979 أصبح فرعا لمتحف محمية فولوغدا. أُعيد إلى الكنيسة الأرثوذكسية الروسية عام 1992 ومنذ ذلك الحين عاد يمارس نشاطه الاعتيادي كدير للرهبان. الدير مجمع تذكاري ومعلم معماري يتضمن كاتدرائية المخلص (1537 – 1542) وكنيسة صعود العذراء.
- متحف فن العمارة والأجناس لمقاطعة فولوغدا – افتتح هذا المتحف في الهواء الطلق عام 1992. كان الهدف من إنشاء المتحف هو إعادة بناء القرية الروسية في هذه المنطقة خلال الفترة من نهاية القرن الـ 19 وبداية القرن الـ 20، بحيث تشمل كل جوانب الحياة الاجتماعية التي كانت حاضرة آنذاك. يتضمن المتحف منازل خشبية لبعض الذين عاشوا في تلك الفترة بكل محتوياتها من أثاث وأدوات وأواني منزلية كانت تستخدم في المطبخ والزراعة ومعالجة المحاصيل وفي الورشات والصيد وغير ذلك. إن زائر هذا المتحف سيحصل على معلومات واسعة عن حياة الإنسان الروسي في تلك الفترة.
وهناك العديد والعديد من المعالم المعمارية الآثار التاريخية في المدينة وضواحيها التي هي قبلة السياح المحليين والأجانب.